# Kawasaki ER-5
Kawasaki ER-5 je motocykl kategorie nakedbike, vyvinutý firmou Kawasaki. Byl vyráběn od roku 1997 do roku 2006, kdy byl nahrazen modelem Kawasaki ER-6.
Kapalinou chlazený řadový dvouválec pochází z modelu Kawasaki GPZ 500. Svými rozměry a nižším výkonem je zvladatelná i pro menší jezdce, k čemuž přispívá i nastavitelné sedlo a ukazatel stavu paliva. Klasický naháč s koncovkou výfuku z nerezu, kulatým světlem a chromovanými budíky a zpětnými zrcátky.

## Technické parametry
- Rám: dvojitý kolébkový ocelový
- Suchá hmotnost: 179 kg
- Pohotovostní hmotnost:
- Maximální rychlost: 185 km/h
- Spotřeba paliva: 5,6 l/100 km